# Lago Sankenbach
El lago Sankenbach (en alemán: Sankenbachsee) es un lago situado en la Selva Negra, en la región administrativa de Freudenstadt, en el estado de Baden-Württemberg (Alemania); tiene un área de 2.27 hectáreas y una profundidad máxima de 5 metros.
En 1980 fue construido un vertedero hidráulico que protege el lago de encenegarse.